# Jef van de Wiele
Fredegardus Jacobus Josephus (Jef) van de Wiele, né à Deurne, le 20 juillet 1903, et mort à Bruges, le 4 septembre 1979 est un homme politique flamand engagé à l'extrême droite. Durant les années 1930 et 1940, il est rédacteur en chef pour l'organisation fasciste DeVlag et il collabore activement avec les nazis.

## Éléments biographiques
Jef van de Wiele est le fils d'August van de Wiele, le bourgmestre de Deurne dans la province d'Anvers. En 1936, il est diplômé de philosophie et lettres. La même année, il devient rédacteur en chef pour DeVlag, abrégé de Deutsch-Vlämische Arbeitsgemeinschaft. Parallèlement, il est aussi organisateur des Vlaams-Duitse Cultuurdagen (Journées culturelles germano-flamandes) durant lesquelles les membres flamands et allemands de DeVlag s'échangent des informations « culturelles ».
Après l'invasion allemande de la Pologne, les activités de DeVlag sont suspendues par le gouvernement belge. Elles reprennent lorsque les Allemands envahissent la Belgique. En mai 1940 beaucoup de fascistes flamands et wallons furent déportés en France, ce qui ne fut pas le cas de Jef Van de Wiele, qui put dès la capitulation belge offrir ses services à l'occupant allemand.
Après l'invasion allemande de l'URSS en 1941, Van de Wiele fait de la propagande auprès des jeunes flamands pour qu'ils s'engagent dans la Waffen-SS et combattent sur le Front de l'Est avec les Allemands. DeVlag travaille plus étroitement encore avec l'Algemeene-SS Vlaanderen et supplante peu à peu la Ligue nationale flamande comme organisation de collaboration. Sous le commandement de Robert Jan Verbelen, ils organisent un groupe de miliciens qui commettent nombre d'assassinats. Jef van de Wiele est alors un partisan de l'inclusion de la Flandre dans le Troisième Reich. En tant que rédacteur en chef de DeVlag, il verse clairement dans l'antisémitisme. Il cite souvent textuellement dans ses articles des passages de Julius Streicher et de Joseph Goebbels. 
Le 30 août 1944, lorsque les Alliés atteignent la frontière franco-belge, van de Wiele demande aux membres de DeVlag de fuir en Allemagne. Avec d'autres collaborateurs, il devient membre du Landsleiding, sorte de gouvernement flamand « en exil ». Après la guerre, van de Wiele devient précepteur pour les enfants d'un baron allemand. 

## Jugement
En décembre 1945, il est condamné à mort par contumace par un tribunal belge. En mai 1946, il est arrêté par des Alliés établis en Allemagne et transféré en Belgique où sa peine est commuée en détention à perpétuité.  
En 1963, il est libéré et part travailler pour le service de traduction d'une usine allemande. Ensuite, il part vivre aux Pays-Bas et plus tard à Gand. Il meurt, hospitalisé à Bruges, à l'âge de 76 ans.

## Publications
- Jef van de Wiele, Op zoek naar een Vaderland, 1942.
- Jef van de Wiele, Joden zijn ook menschen, Steenlandt, 1942, 32 p.
- Jef van de Wiele, Aan Führer, Rijk en Vlaanderen: Trouw!: Rede ... tijdens de Vlaamsch-duitsche Kultuurdagen, 1944, 16 p.
- Jef van de Wiele, Flandern Wird Leben, 1944.